# DHB-Pokal der Frauen 2014/15
Der DHB-Pokal der Frauen 2014/15 war die 41. Austragung des wichtigsten deutschen Hallenhandball-Pokalwettbewerbs für Frauen. Titelverteidiger war der HC Leipzig.

## Teilnehmende Mannschaften
Folgende Mannschaften sind für den DHB-Pokal der Frauen 2014/15 qualifiziert:
| Bundesliga | 2. Bundesliga | 3. Liga | Oberligen | 5. Liga und tiefer    |
| - Füchse Berlin - SG BBM Bietigheim - HSG Blomberg-Lippe - Buxtehuder SV - SVG Celle - Frisch Auf Göppingen - Vulkan-Ladies Koblenz/Weibern - HC Leipzig - Bayer 04 Leverkusen - VfL Oldenburg - TuS Metzingen - Thüringer HC - DJK/MJC Trier - HSG Bad Wildungen | - BV Borussia 09 Dortmund - HSG Bensheim/Auerbach - Neckarsulmer Sport-Union - TV Nellingen - TV Beyeröhde - SG Handball Rosengarten - BSV Sachsen Zwickau - SV Union Halle-Neustadt - 1. FSV Mainz 05 - HC Rödertal - SV Allensbach - SG H2Ku Herrenberg | - SG Bretzenheim - TSG Wismar - Berliner TSC - SG 09 Kirchhof - HSG Freiburg - TSG Ketsch - HSV 1956 Marienberg - Frankfurter HC - ASC 09 Dortmund - SC Fortuna Köln - TSV Nord Harrislee - SV Werder Bremen - TSG Ober-Eschbach - HSG Hannover-Badenstedt - SV Henstedt-Ulzburg | - VTV Mundenheim - HSG Zwehren/Kassel - SV 64 Zweibrücken - TSV Ismaning - HSG Menden-Lendringsen - Roude Léiw Bascharage - SC Alstertal-Langenhorn - Hannoverscher SC | - SV Aufbau Altenburg |

Die aufgeführten Ligazugehörigkeiten entsprechen denen der Saison 2014/15.

## Hauptrunden

### 1. Runde
An der 1. Runde, deren Auslosung am 28. Juni 2014 im Rahmen der Jahreshauptversammlung der Handball-Bundesliga (Frauen) stattfand, nahm noch keiner der 14 Bundesligisten der Saison 2013/14 teil. Mit 14 Zweitligisten, 13 Drittligisten, acht Oberligisten und einem Landesligisten nahmen insgesamt 50 Mannschaften am DHB-Pokal 2014/15 teil. Die Spiele der 1. Runde fanden bis auf eine Ausnahme am 6. und 7. September 2014 statt. Die angegebenen Ligen der Teams entsprechen der Saison 2014/15. Bis zum Viertelfinale haben immer die spielklassentieferen Vereine das Heimrecht gegenüber den spielklassenhöheren. Die Gewinner der einzelnen Partien ziehen in die 2. Runde ein.
| Datum, Uhrzeit           | Heimmannschaft                |   | Gastmannschaft               | Ergebnis            |
| ------------------------ | ----------------------------- | - | ---------------------------- | ------------------- |
| 30. Aug. 2014, 15:30 Uhr | SV Henstedt-Ulzburg (3L)      | – | HSG Hannover-Badenstedt (3L) | 39:38 (20:16) n. V. |
| 6. Sep. 2014, 15:00 Uhr  | SC Fortuna Köln (3L)          | – | Roude Léiw Bascharage (OL)   | 19:28 (9:14)        |
| 6. Sep. 2014, 16:00 Uhr  | Berliner TSC (3L)             | – | BSV Sachsen Zwickau (2L)     | 21:31 (7:18)        |
| 6. Sep. 2014, 16:00 Uhr  | SC Alstertal-Langenhorn (OL)  | – | TSV Nord Harrislee (3L)      | 33:27 (17:14)       |
| 6. Sep. 2014, 17:00 Uhr  | Hannoverscher SC (OL)         | – | SV Werder Bremen (3L)        | 17:37 (6:19)        |
| 6. Sep. 2014, 18:00 Uhr  | Neckarsulmer Sport-Union (2L) | – | TV Nellingen (2L)            | 25:26 (12:12)       |
| 6. Sep. 2014, 19:15 Uhr  | VTV Mundenheim (OL)           | – | 1. FSV Mainz 05 (2L)         | 14:48 (10:26)       |
| 6. Sep. 2014, 19:30 Uhr  | BV Borussia 09 Dortmund (2L)  | – | HSG Bensheim/Auerbach (2L)   | 32:23 (14:11)       |
| 6. Sep. 2014, 19:30 Uhr  | SG 09 Kirchhof (3L)           | – | SV Union Halle-Neustadt (2L) | 22:31 (14:15)       |
| 6. Sep. 2014, 20:00 Uhr  | SV 64 Zweibrücken (OL)        | – | SV Allensbach (2L)           | 24:35 (12:17)       |
| 7. Sep. 2014, 14:00 Uhr  | SV Aufbau Altenburg (5L)      | – | TSG Ober-Eschbach (3L)       | 11:32 (5:14)        |
| 7. Sep. 2014, 15:00 Uhr  | HSG Zwehren/Kassel (OL)       | – | HC Rödertal (2L)             | 8:27 (5:11)         |
| 6. Sep. 2014, 16:00 Uhr  | SG Bretzenheim (3L)           | – | TV Beyeröhde (2L)            | 33:28 (13:16)       |
| 7. Sep. 2014, 16:00 Uhr  | HSV 1956 Marienberg (3L)      | – | Frankfurter HC (3L)          | 32:25 (18:12)       |
| 7. Sep. 2014, 17:00 Uhr  | TSV Ismaning (OL)             | – | SG H2Ku Herrenberg (2L)      | 20:35 (14:19)       |
| 7. Sep. 2014, 17:00 Uhr  | HSG Freiburg (3L)             | – | TSG Ketsch (3L)              | 24:28 (11:11)       |
| 7. Sep. 2014, 17:00 Uhr  | HSG Menden-Lendringsen (OL)   | – | ASC 09 Dortmund (3L)         | 37:25 (17:13)       |
| 7. Sep. 2014, 17:30 Uhr  | TSG Wismar (3L)               | – | SG Handball Rosengarten (2L) | 18:30 (8:14)        |

### 2. Runde
Zur 2. Runde, die am 13. September 2014 ausgelost wurde, stießen zu den Siegern der 1. Runde die 14 Bundesligisten der Saison 2013/14 hinzu. Die angegebenen Ligen der Teams entsprechen der Saison 2014/15. Die Gewinner der einzelnen Partien zogen in das Achtelfinale ein.
| Datum, Uhrzeit          | Heimmannschaft               |   | Gastmannschaft                     | Ergebnis      |
| ----------------------- | ---------------------------- | - | ---------------------------------- | ------------- |
| 3. Okt. 2014, 16:00 Uhr | BV Borussia 09 Dortmund (2L) | – | SVG Celle (1L)                     | 24:25 (12:11) |
| 3. Okt. 2014, 16:00 Uhr | SG BBM Bietigheim (1L)       | – | Vulkan-Ladies Koblenz/Weibern (1L) | 26:27 (12:10) |
| 3. Okt. 2014, 16:00 Uhr | TSG Ketsch (3L)              | – | Bayer 04 Leverkusen (1L)           | 18:47 (7:24)  |
| 3. Okt. 2014, 18:00 Uhr | SC Alstertal-Langenhorn (OL) | – | VfL Oldenburg (1L)                 | 17:38 (6:19)  |
| 3. Okt. 2014, 18:00 Uhr | HSG Menden-Lendrigsen (OL)   | – | HSG Blomberg-Lippe (1L)            | 19:45 (9:22)  |
| 3. Okt. 2014, 18:00 Uhr | SV Allensbach (2L)           | – | TSG Ober-Eschbach (3L)             | 31:25 (14:15) |
| 3. Okt. 2014, 19:00 Uhr | SG Rosengarten/Buchholz (2L) | – | Bad Wildungen Vipers (1L)          | 27:29 (12:15) |
| 3. Okt. 2014, 19:00 Uhr | TuS Metzingen (1L)           | – | Frisch Auf Göppingen (1L)          | 26:21 (12:11) |
| 3. Okt. 2014, 19:30 Uhr | 1. FSV Mainz 05 (2L)         | – | BSV Sachsen Zwickau (2L)           | 24:26 (12:13) |
| 4. Okt. 2014, 16:30 Uhr | Roude Léiw Bascharage (OL)   | – | Thüringer HC (1L)                  | 20:32 (10:15) |
| 4. Okt. 2014, 17:00 Uhr | SV Union Halle-Neustadt (2L) | – | HC Rödertal (2L)                   | 30:28 (14:12) |
| 4. Okt. 2014, 17:00 Uhr | SG H2Ku Herrenberg (2L)      | – | DJK/MJC Trier (1L)                 | 28:20 (13:12) |
| 4. Okt. 2014, 17:30 Uhr | HSV 1956 Marienberg (3L)     | – | Buxtehuder SV (1L)                 | 16:37 (8:19)  |
| 4. Okt. 2014, 18:00 Uhr | SG Bretzenheim (3L)          | – | TV Nellingen (2L)                  | 24:33 (13:16) |
| 4. Okt. 2014, 18:30 Uhr | SV Werder Bremen (3L)        | – | HC Leipzig (1L)                    | 27:32 (12:16) |
| 4. Okt. 2014, 19:00 Uhr | SV Henstedt-Ulzburg (3L)     | – | Füchse Berlin (1L)                 | 19:40 (10:17) |

### Achtelfinale
Die Partien des Achtelfinales wurden am 11. Oktober 2014 ausgelost. Die Spiele fanden am 8. und 9. November 2014 statt.
| Datum, Uhrzeit          | Heimmannschaft               |   | Gastmannschaft                     | Ergebnis      |
| ----------------------- | ---------------------------- | - | ---------------------------------- | ------------- |
| –                       | SG H2Ku Herrenberg (2L)      | – | Buxtehuder SV (1L)                 | 0:2 (–:–)*    |
| 5. Nov. 2014, 19:30 Uhr | Thüringer HC (1L)            | – | HSG Blomberg-Lippe (1L)            | 32:20 (17:10) |
| 7. Nov. 2014, 19:30 Uhr | SV Allensbach (2L)           | – | HC Leipzig (1L)                    | 24:40 (13:20) |
| 8. Nov. 2014, 17:00 Uhr | SV Union Halle-Neustadt (2L) | – | TV Nellingen (2L)                  | 27:25 (16:13) |
| 8. Nov. 2014, 17:00 Uhr | BSV Sachsen Zwickau (2L)     | – | TuS Metzingen (1L)                 | 25:33 (13:15) |
| 8. Nov. 2014, 19:00 Uhr | Bad Wildungen Vipers (1L)    | – | VfL Oldenburg (1L)                 | 19:30 (7:13)  |
| 8. Nov. 2014, 19:30 Uhr | Bayer 04 Leverkusen (1L)     | – | Vulkan-Ladies Koblenz/Weibern (1L) | 37:26 (20:15) |
| 8. Nov. 2014, 19:30 Uhr | Füchse Berlin (1L)           | – | SVG Celle (1L)                     | 26:25 (15:10) |

* Die SG H2Ku Herrenberg verzichtete und die Begegnung wurde für den Buxtehuder SV gewertet.

### Viertelfinale
Die Partien des Viertelfinales wurden am 19. November 2014 ausgelost. Die Spiele finden am 3. und 4. Januar 2015 statt.
| Datum, Uhrzeit          | Heimmannschaft     |   | Gastmannschaft               | Ergebnis      |
| ----------------------- | ------------------ | - | ---------------------------- | ------------- |
| 3. Jan. 2015, 14:00 Uhr | HC Leipzig (1L)    | – | VfL Oldenburg (1L)           | 28:29 (17:9)  |
| 3. Jan. 2015, 19:30 Uhr | Füchse Berlin (1L) | – | SV Union Halle-Neustadt (2L) | 30:26 (16:11) |
| 4. Jan. 2015, 15:00 Uhr | Thüringer HC (1L)  | – | TuS Metzingen (1L)           | 34:22 (20:12) |
| 4. Jan. 2015, 15:00 Uhr | Buxtehuder SV (1L) | – | Bayer 04 Leverkusen (1L)     | 30:20 (16:13) |

## Final Four
Die Halbfinalpartien wurden am 16. Februar 2015 ausgelost. Das Final Four findet am 15. und 16. Mai 2015 in der Sporthalle Hamburg statt.

### Halbfinale
| Datum, Uhrzeit          | Heimmannschaft |   | Gastmannschaft | Ergebnis                |
| ----------------------- | -------------- | - | -------------- | ----------------------- |
| 15. Mai 2015, 17:00 Uhr | Füchse Berlin  | – | Buxtehuder SV  | 22:34 (12:16)           |
| 15. Mai 2015, 19:00 Uhr | Thüringer HC   | – | VfL Oldenburg  | 27:28 n.S. (24:24, 9:7) |

#### 1. Halbfinale
Füchse Berlin: Hedermann, Plöger –
Augsburg  (2), Eber (1), Tegstedt (2), Blödorn (4), Gustin (2/1), Schwarz, Linke, Sviridenko   (3), Trumpf, Beier  (6/1), Nega, Steinbach (2/1)
Buxtehuder SV: Lenz, Gronemann – Deen  (1), Klein (1), Schultze (2), Fischer (6/2), Bülau  (4), Luschnat (1/1), Zelmel, Gubernatis  (9/4), Podpolinski  (4), Oldenburg  (4), Bölk (2), Hayn

#### 2. Halbfinale
Thüringer HC: Krause, Eckerle –
Nadgornaja (5/1), Mietzner (3/1), Smeets, Schmelzer   (2), Snelder  (2/1), Luzumová (2/1), Engel (6/5), Blase, Snopowa (1), Jakubisová (4), Huber, Wohlbold  (2)
VfL Oldenburg: Renner, Wester – Schnack, Meyer  (1), Deters (1), Birke (2), Müller (6), Wenzl  (5/2), Neuendorf, Salberg, Schirmer (3/1), Behrend, Geschke  (9/5), Hartstock (1), Otto

### Kleines Finale
| Datum, Uhrzeit          | Heimmannschaft |   | Gastmannschaft | Ergebnis     |
| ----------------------- | -------------- | - | -------------- | ------------ |
| 16. Mai 2015, 13:00 Uhr | Füchse Berlin  | – | Thüringer HC   | 23:36 (8:22) |

Füchse Berlin: Hedermann, Plöger –
Augsburg (6), Eber (3/2), Tegstedt  (1), Blödorn (5), Gustin (1), Schwarz (1), Linke  (1), Sviridenko    (2), Trumpf , Beier (2), Nega, Steinbach (1)
Thüringer HC: Krause, Eckerle –
Nadgornaja  (3), Mietzner (4), Smeets, Schmelzer (2), Snelder (4), Luzumová (3), Engel  (4/2), Blase (2), Snopowa (4), Jakubisová, Huber (10/4), Wohlbold 

### Finale
| Datum, Uhrzeit          | Heimmannschaft |   | Gastmannschaft | Ergebnis      |
| ----------------------- | -------------- | - | -------------- | ------------- |
| 16. Mai 2015, 17:00 Uhr | Buxtehuder SV  | – | VfL Oldenburg  | 30:28 (16:13) |

Buxtehuder SV: Lenz, Gronemann – Deen  (2), Klein   (4), Schultze, Fischer  (7/5), Bülau  (5), Luschnat, Zelmel, Gubernatis  (1/1), Podpolinski (1), Oldenburg  (3), Bölk (2), Hayn, Melbeck (5)
VfL Oldenburg: Renner, Wester – Schnack, Meyer (3), Deters , Birke   (4), Müller  (4/1), Wenzl (5), Neuendorf, Salberg, Schirmer, Behrend, Geschke  (12/2), Hartstock, Otto